# Чепелев, Михаил Евграфович
Михаил Евграфович Чепелев (25 февраля 1879 года — 9 мая 1917 года, Хабаровск) — офицер Российского императорского флота, участник подавления Ихэтуаньского восстания и Русско-японской войны. Православного вероисповедания.

## Служба
В обучении с 1891 года в Морском кадетском корпусе. 17 сентября 1897 года произведён в мичмана флота.
24 мая 1898 года зачислен в Сибирский флотский экипаж (СФЭ). 20 июля 1898 года прибыл во Владивосток на пароходе доброфлота «Воронеж». С 8 августа назначен вахтенным начальником транспорта «Тунгуз» вместо мичмана Муравьёва, приказ командира Владивостокского военного порта № 533 от 8 августа 1898 года. В связи с окончанием кампании с 7 ноября вернулся в СФЭ.
В 1900—1902 годах являлся штурманским офицером канонерской лодки «Сивуч». Участвовал в подавлении восстания Ихэтуаней в Китае. 6 декабря 1901 года произведён в чин лейтенанта, (ВП № 382).
С 24 февраля 1903 года назначен распорядителем работ по постановке вех и бакенов в Амурском лимане. С этого же года назначен штурманским офицером на транспорт «Камчадал», предназначенный для производства лоцмейстерских и гидрографических работ при гидрографической службе Амурского водного управления. С началом Русско-японской войны поступил в распоряжение начальника обороны Амурского лимана и реки Амур, был приписан к отделению транспортов отряда Владивостокского порта капитана 1-го ранга Н. А. Гаупта. После сдачи Порт-Артура «Камчадал» был официально переведён из Владивостока в Николаевск (ныне Николаевск-на-Амуре). С началом навигации 1905 года «Камчадал», «Тунгуз» и миноноски Сибирской военной флотилии были поставлены контролировать судоходство в северной части лимана. Также Михаил Евграфович занимался лоцмейстерскими работами по проводке судов с военным снабжением на николаевский рейд. После окончания войны продолжи производство лоцмейстерских и гидрографических работ на Тихом океане.
11 июня 1907 года произведён в чин старшего лейтенанта, (приказ ФМВ № 132). В одну из вахт Михаила Евграфовича, проводимый им транспорт «Камчадал» наскочил на мель. 13 октября 1908 года он и командир транспорта корпуса флотских штурманов подполковник Лукин по обвинению в данном происшествии были оправданы, (ВП № 863).
С 1909 года по 13 декабря 1910 года старший офицер транспорта «Алеут», (приказ ФМВ № 293)
24 декабря 1911 года назначен исполняющим должность старшего офицера бронепалубного крейсера «Аскольд», (приказ ФМВ № 383). 25 марта 1912 года произведён в чин капитана 2-го ранга, (ВП № 1100). 29 марта 1912 года утверждён в должности, (приказ ФМВ № 88).
С 16 июня 1913 года назначен командиром посыльного судна (бывший транспорт) «Якут», (приказ ФМВ № 171). На судне выполнял транспортные и охранные рейсы морских промыслов и золотых приисков на Камчатском побережье. 17 октября, во время захода на Камчатку, посетил могилу адмирала Прайса в бухте Тарья.
С 5 января 1915 года назначен командиром минного заградителя «Уссури», (ВП № 1350). С апреля по декабрь 1915 года «Уссури» под его командованием совершил переход из Владивостока через Суэцкий канал (19 июля 1915 года заход в Аден) и Средиземное море в Александровск-на-Мурмане (ныне город Полярный). Здесь минный заградитель был прикомандирован к формирующемуся с января 1916 года Отряду судов обороны Кольского залива. Совмещал должность  начальника охраны водного района Кольского залива и Мурманского побережья. 9 августа он передал корабль под командование старшему лейтенанту К. К. Неупокоеву. 23 августа этого же года официально переведён из Сибирского флотского экипажа во 2-й Балтийский флотский экипаж, (приказ ФМВ № 429). С 10 ноября 1916 года в Петрограде являлся членом медицинской комиссии по приёму новобранцев для комплектования команд Балтийского флота.
Будучи в Хабаровске по служебным делам, М. Е. Чепелев скончался в Хабаровском военном лазарете 9 мая 1917 года, похоронен во Владивостоке. 12 июня 1917 года исключён из списков умершим.

## Награды
- 1902 — бронзовая медаль «За поход в Китай» 1900—1901 гг.
- 06.12.1902 — орден Святого Станислава III степени
- 02.05.1905 — орден Святой Анны III степени
- 04.11.1906 — орден Святого Станислава II степени
- 06.04.1914 — орден Святой Анны II степени

## Семья
- Сестра — Софья Евграфовна Чепелева (род. 23 июня 1881 — после 1955), была замужем за капитаном 1-го ранга Пеллем Александром Николаевичем (16.09.1874 — после 1933)
- Сестра — Надежда Евграфовна Чепелева, на 1907 год являлась преподавателем и классным надзирателем при Педагогическом совете Владивостока[9].
- Жена — Наталья Михайловна Чепелева